# Mírkov

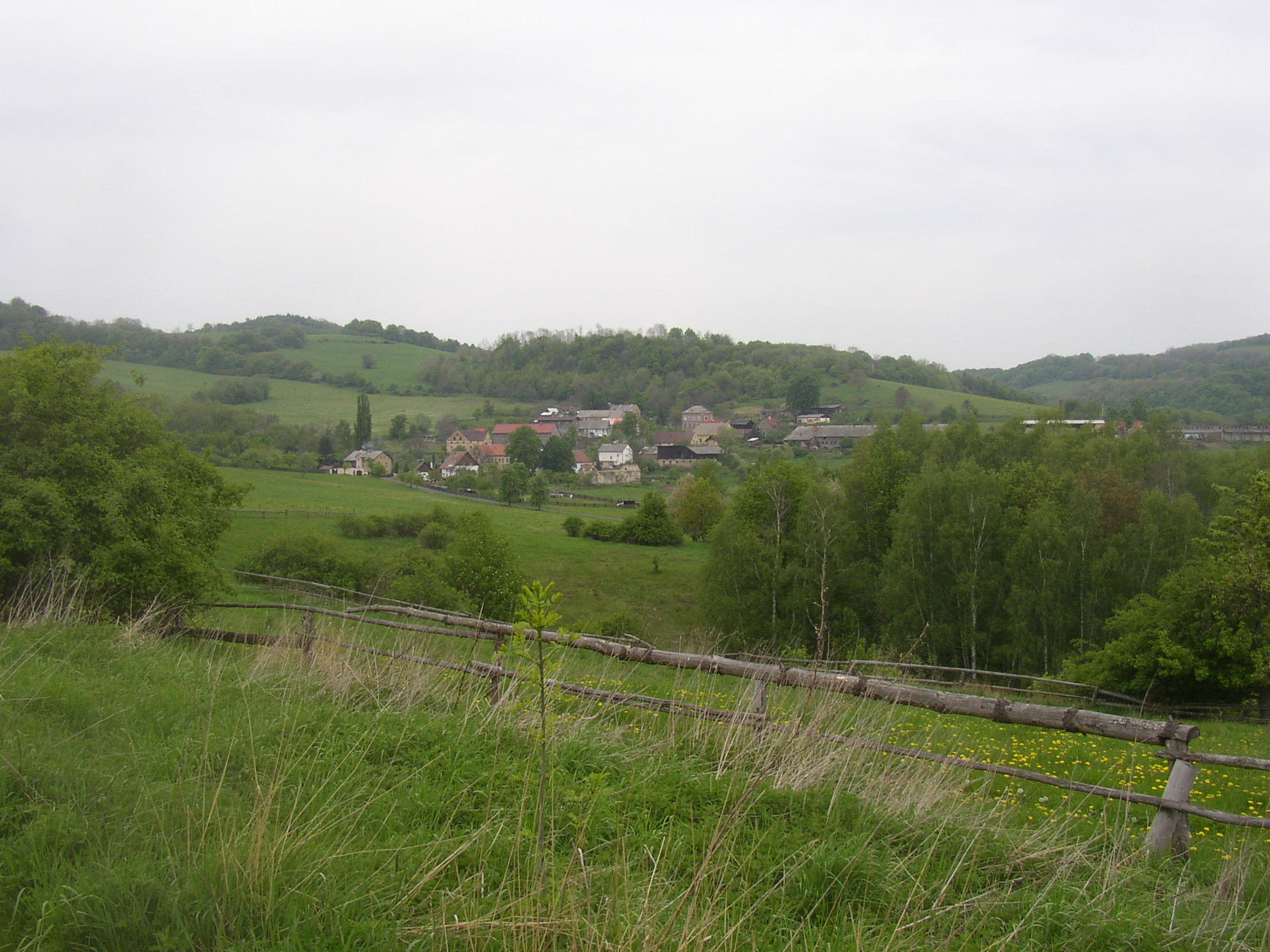
Ansicht von Südosten, von der Straße nach Mašovice

Mírkov (deutsch Mörkau) ist ein Ortsteil von Povrly in Tschechien. Er liegt sechs Kilometer nordöstlich von Ústí nad Labem im linkselbischen Böhmischen Mittelgebirge.

## Geografische Lage
Benachbarte Ort sind Lipová (Spansdorf) und Slavošov (Slabisch) im Norden, Ryjice (Reindlitz) im Osten sowie Neštěmice (Nestomitz) und Mojžíř (Mosern) im Süden. Unmittelbar nördlich erhebt sich der Blansko (Blankenstein) mit seiner markanten Burgruine. An der Schulter des Berges liegt die Einschicht Försterbauer.

## Geschichte
Mírkov wurde 1411 als Mierkow erstmals erwähnt. Gegründet wurde der Ort wahrscheinlich bereits im 13. Jahrhundert im Zusammenhang mit der Kolonisation des Gebietes. Bis zur Aufhebung der Patrimonialherrschaften im Jahr 1848 war der Ort Teil der Allodial-Herrschaften Priesnitz und Schöbritz.
Mit dem Aufkommen des Tourismus hatte Mörkau auch einen bescheidenen Fremdenverkehr zu verzeichnen. Ziel der Wanderer und Ausflügler war insbesondere die Ruine Blankenstein, aber auch Mörkauer Kapelle und die Schuwenze. Das (heute nicht mehr existente) Gasthaus „Zur Sandsteinkapelle“ bot den Touristen Verpflegung und Unterkunft.
Nach der Angliederung des Sudetenlandes an Deutschland am 1. Oktober 1939 gehörte Mörkau zum deutschen Landkreis Aussig. Im Jahr 1939 lebten in Mörkau 249 Einwohner.
Nach dem Zweiten Weltkrieg kam Mörkau am 9. Mai 1945 zur Tschechoslowakei zurück. Bis 1946 wurde die Mehrheit der deutschsprachigen Bewohner vertrieben. Als offizieller Ortsname gilt seitdem nur noch die tschechischsprachige Version Mírkov. Später wurde der Ort mit tschechischsprachigen Bürgern neu besiedelt.
Im Jahr 2001 hatte Mírkov 74 Einwohner. Sechs weitere wohnten in Blansko.

## Ortsgliederung
- Dolní Mírkov (Tittelsbach)
- Blansko (Blankenstein)

## Sehenswürdigkeiten
- Kapelle am Dorfplatz, 1800 erbaut
- Burgruine Blansko mit dem Försterbauer
- ehemalige Mörkauer Kapelle

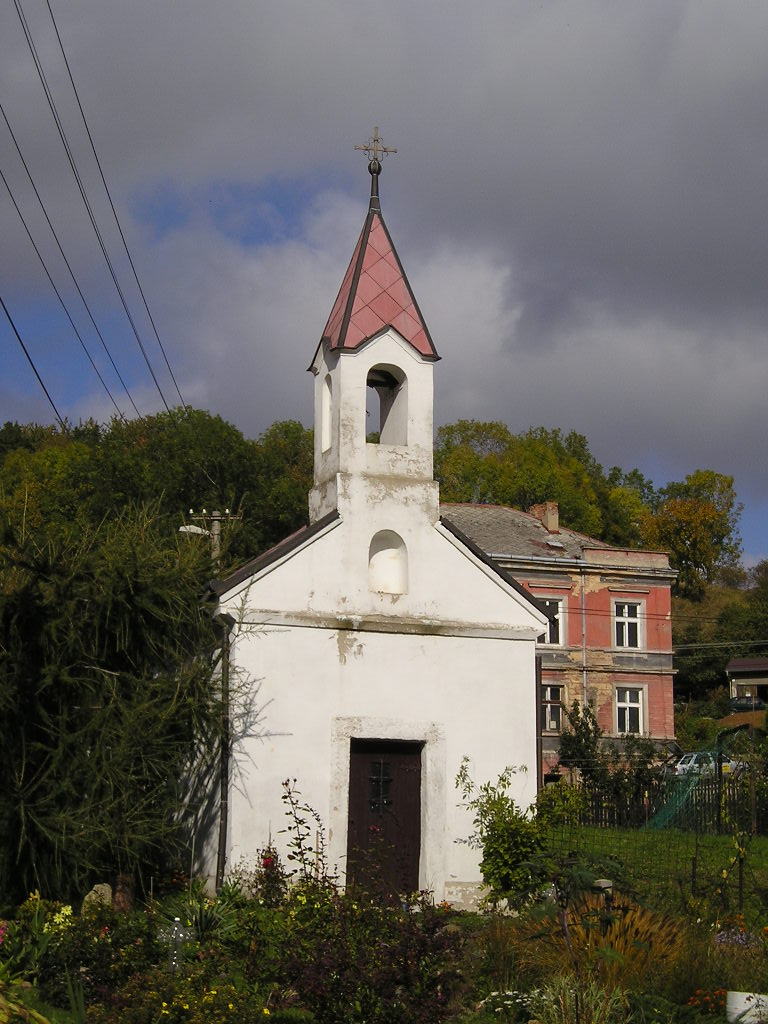
Kapelle am Dorfplatz
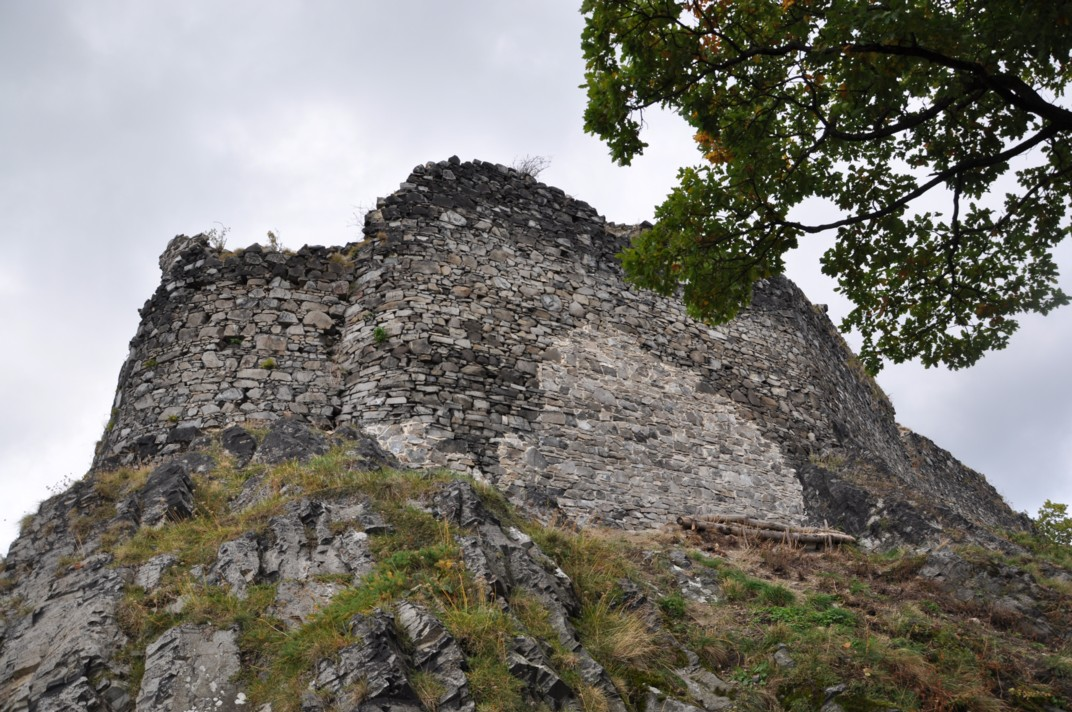
Burgruine Blansko
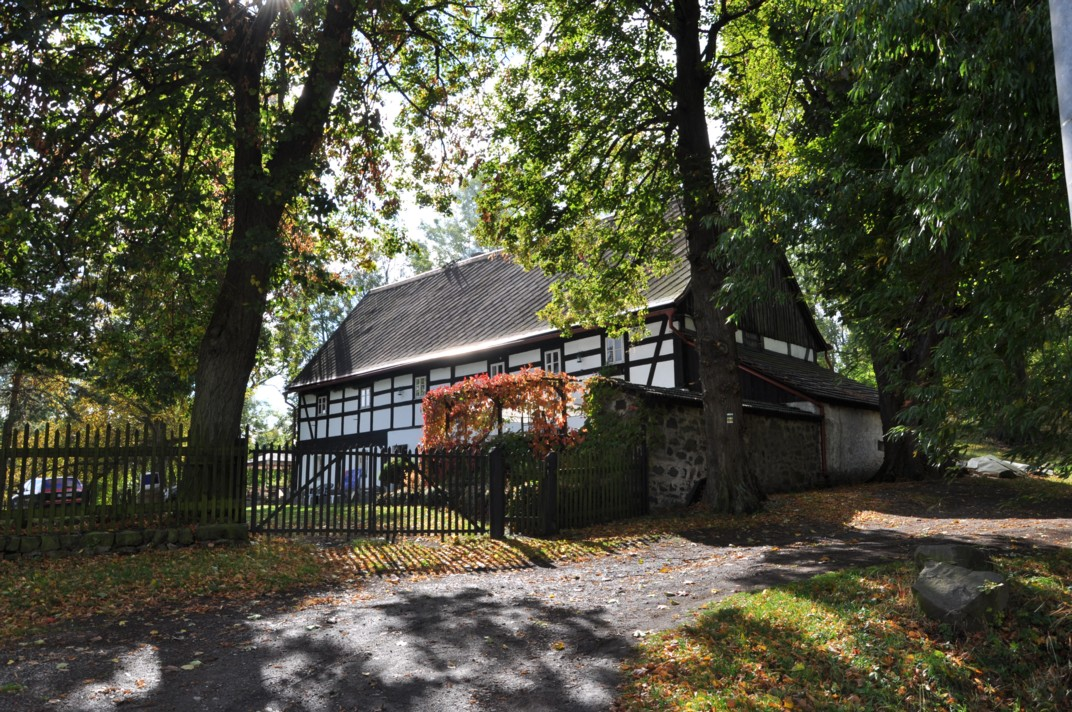
Försterbauer
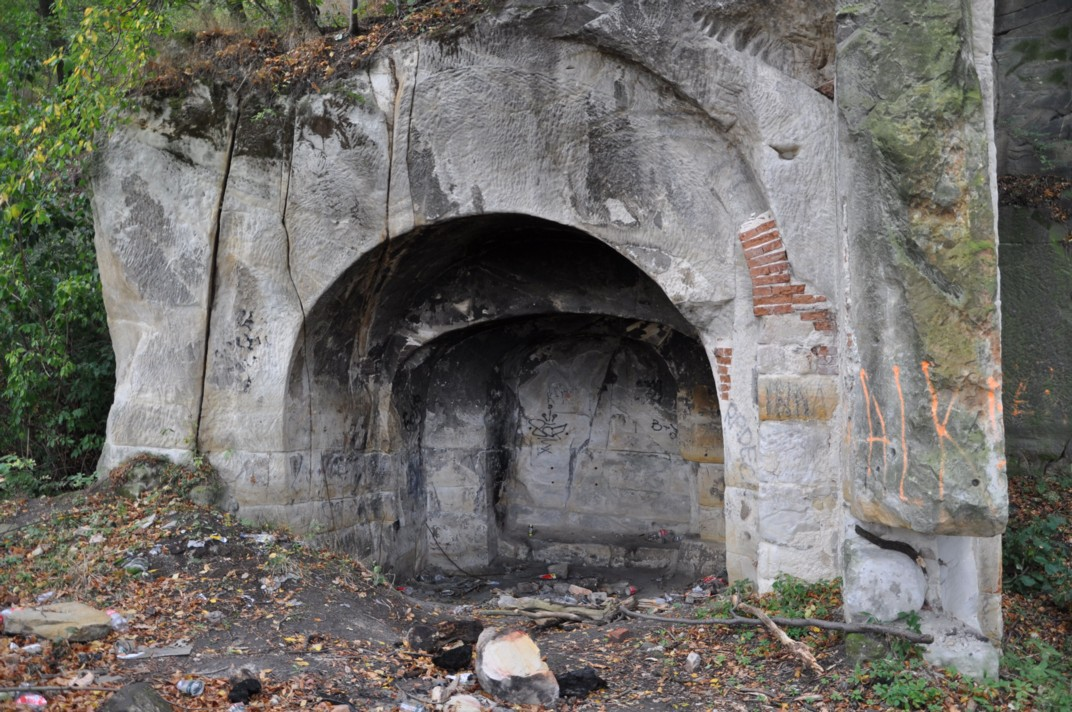
Mörkauer Kapelle